# Micrommata ligurina
Micrommata ligurina là một loài nhện trong họ Sparassidae.